# Зеревальд
Зеревальд (нім. Söhrewald) — сільська громада в Німеччині, знаходиться в землі Гессен. Підпорядковується адміністративному округу Кассель. Входить до складу району Кассель.
Площа — 58,9 км2. Населення становить 4636 ос. (станом на 31 грудня 2020).